# Akamai Technologies

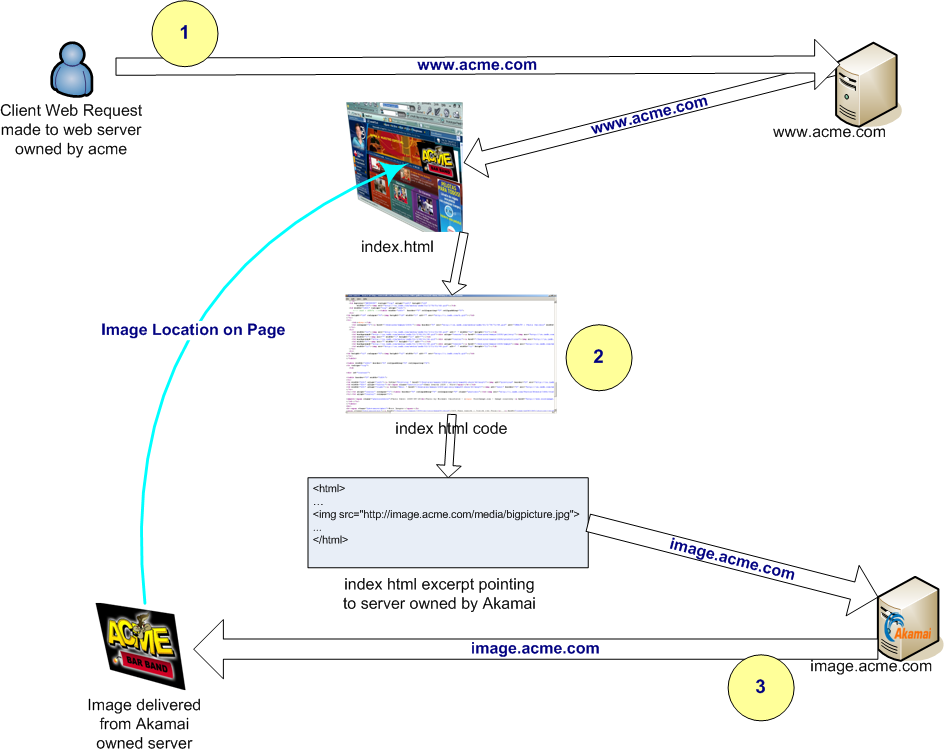
Livrarea de conținut de la Akamai la utilizator

Akamai Technologies, Inc. este un furnizor American de servicii de conținut (CDN) și servicii de cloud cu sediul în Cambridge, Massachusetts, Statele Unite ale Americii.